# Momade Bachir Sulemane
Momade Bachir Sulemane também conhecido como MBS é um empresário e dono do Grupo MBS.

## Biografia
Nascido em Nampula a 8 de Abril de 1958, perdeu o pai aos 7 anos de idade, tendo desde essa data começado a dedicar-se a venda de doces junto às escolas. Aos 14 anos de idade comprou o seu primeiro estabelecimento comercial e aos 16 anos o seu primeiro carro. Passado alguns anos comprou o Hotel Nacala tendo sido a sua ponte de lançamento. Em finais dos anos 80 mudou-se para Maputo tendo adquirido o Mundo Infantil, hoje parte da sua Kayum Ferragem, donde começou a importar do Médio Oriente e da Ásia.
A falta de produtos que se registava foi a sua ponte de lançamento, tendo construído rapidamente um império que hoje toma as suas iniciais e é o maior Grupo Comercial de Moçambique, com interesse em várias áreas desde construção, ferragens e materiais eléctricos e de construção, electrónica, celulares, têxteis, roupa, calçado e produtos alimentares.
Em Maio de 2007 inaugura o Maputo Shopping Centre, considerado na altura o maior centro comercial de Moçambique.
É nomeado Presidente da Comunidade Mahometana em 2008.
Em junho de 2010 o empresário foi acusado pelo Governo dos Estados Unidos como “Barão de Droga Estrangeiro”  e passou a integrar uma lista de 1.870 indivíduos de todo o mundo com esta classificação. As empresas vinculadas Grupo MBS Limitada, a Kayum Centre e o Maputo Shopping Centre foram designadas como "Traficantes de Narcóticos Especialmente Designados". Como consequência imediata, houve congelamento dos seus bens fantasma nos Estados Unidos e a proibição de negócios e/ou transacções financeiras com cidadãos americanos. Momade Bachir Sulemane nega as acusações.Os EUA até agora não conseguiram apresentar provas.
Em 12 de Novembro de 2014 foi raptado por homens armados em Maputo.
Em 20 de Dezembro de 2014 foi resgatado dos malfeitores pela policia Mocambicana(PRM), numa operação desencadeada na vila da Macia, distrito do Bilene, na província meridional de Gaza, e deteve parte dos indivíduos envolvidos no crime.